# Мыс Крещённый Огнём
Мыс Крещённый Огнём — мыс на северном побережье Олюторского залива Берингова моря. Относится к территории Олюторского района Камчатского края России.

## Физико-географическая характеристика
Мыс расположен в 23 км к западу от села Пахачи. Предположительно возник в результате	мощного	местного землетрясения в начале нашей эры.
Мыс Крещённый Огнём сложен хаотическим нагромождением глыб андезитов и туфов, образующих каменные россыпи и конусовидные бугры. Центральная часть низменная, здесь расположено озеро Кривое в окружении мелких пресноводных озёрец и мокрой тундры. В основании мыса его поверхность с восточной стороны нарушена активной деятельностью человека в середине XX века.

## Происхождение топонима
По поводу происхождения названия единого мнения у историков нет. Мыс был назван в 1885 году шкипером шхуны «Сибирь» Ф. К. Геком. При этом, по мнению камчатского краеведа В. П. Кускова, мореплаватели здесь не высаживались, а обратили внимание на пожарище на побережье или красный цвет береговых обнажений мыса, что и натолкнуло на мысль присвоить такое необычное название. По другой версии, поддержанной В. В. Леонтьевым, мыс представлял собой удобное с военной точки зрения место, где коряки устраивали защитные укрепления, обнося их тыном, и могли обороняться от набегов чукчей. Последние во время штурма использовали горящую паклю, поджигая укрепления и землянки, где заживо сгорали находящиеся там люди. Впечатлённые такими рассказами, участники экспедиции поэтому и дали такое название.